# Mau Monleón
Elena Edith Monleón Pradas, (Valencia, España 13 de octubre de 1965) conocida como Mau Monleón,  es una artista interdisciplinar y comisaria española, activista feminista, promotora y dinamizadora de numerosos proyectos participativos. 

## Desarrollo profesional
Monleón se graduó en Bellas Artes en la Facultad de Bellas Artes de Valencia en 1989, habiendo realizado el bachillerato en el Colegio Alemán, amplió estudios Erasmus en la Kunstakademie de Düsseldorf  en Alemania. Se doctoró en la Universidad Politécnica de Valencia en 1995 con la tesis La experiencia de los límites. Híbridos entre escultura y fotografía en la década de los 80, publicada en 1999 por la Institución Alfons el Magnànim. Ha trabajado como artista en residencia en diversas ciudades como: Berlín y Nueva York.
Trabaja de Profesora Titular en la Universidad Politécnica de Valencia, España. En la universidad desarrolla su investigación en el departamento de escultura y en el Grupo de Laboratorio de Creaciones Intermedia. Dirige el máster de producción artística en la Facultad de BB AA de Valencia. Es activista feminista promotora y dinamizadora de múltiples proyectos participativos para potenciar a las mujeres artistas. Directora ACVG Arte Contra Violencia de Género.
Su carrera artística la ha desarrollado con exposiciones en galerías y museos nacionales e internacionales como la Galería Nacional de Bellas Artes de Jordania JNGFA (Amán), Le Magasin (Grenoble), el Museo de Arte Contemporáneo de Castilla y León MUSAC (León) en la exposición Genealogías feministas en el arte español celebrada en el año 2015. La Bienal de La Habana (Cuba), ARCO (Madrid) y en las ferias de arte contemporáneo Art Basel (Basilea).

## Comisariados
Como comisaria ha realizado proyectos en todo el territorio español, destacando entre otros la exposición monográfica internacional sobre violencia de género In-Out House. Circuitos de género y violencia en la era tecnológica, en la Sala de Exposiciones de la Universidad del País Valenciano, UPV, 2012 y Sala X, Pontevedra, 2013.
ECO-EGO-SUM, Las Naves-Espacio de Creación Contemporánea, Valencia, 2014;  Artivismo, Plaza del Ayuntamiento de Valencia, 2016;
Llevó a cabo la serie de exposiciones Kapital 01/ , 02 y 03 , AkTivo 2015, No Sexism, 2016 Biotopos e identidades políticas, 2017 en Las Naves-Espacio de Creación Contemporánea Valencia, España.
Otro extenso proyecto fue la exposición itinerante con artistas internacionales en la Comunidad Valenciana, sobre las brechas de género en el trabajo Women in Work. Mujer, Arte y Trabajo en la Globalización. Se expuso en la Sala de Exposiciones UPV en el año 2016 y Galería Octubre, Universitat Jaume I, Castelló, 2017.
En el año 2020, lanza un nuevo proyecto colaborativo en continuidad con su línea de trabajo del arte comprometido, creando el proyecto #Portaldeigualdad para el museo de arte contemporáneo de Valencia IVAM. Un cartel con letras blancas (‘Espai per a dones. ¡Si tu vols!’) sobre fondo rojo, clama al cielo por esa llamada de atención que reclama la inclusión de las artistas en las webs de los espacios museísticos.. Se trata de una campaña por la igualdad entre hombres y mujeres impulsada por artistas y asociaciones del mundo de la cultura. En esta campaña participaron hombres y mujeres enviando un vídeo de 30 segundos en el cual los participantes reivindican la igualdad en el sector del arte. /

## Publicaciones
Ha publicado numerosos textos, cabe destacar el libro «La experiencia de los límites». Híbridos entre escultura y fotografía en la década de los ochenta (1999).
Otra publicación destacada  “Hacia una visibilización de la crisis de los cuidados. Arte social frente a nueva esclavitud poscolonial” en Miradas poscoloniales. Latinoamérica. Arte y Políticas de Identidad (2010).
Es coautora del libro Nosotr@s hablamos. Superando discriminaciones y violencias en la adolescencia (2011).
Otro título es Tomando posiciones hacia el empoderamiento de las mujeres en Agencia feminista y empowerment en artes visuales (2011); 
Arte y tecnología frente a violencia de género. ACVG”, en Arte y Políticas de Identidad, Arte y políticas de identidad (Grupo de Investigación Arte y Políticas de Identidad. Dpto. Bellas Artes de la Universidad de Murcia) (2012)
In-Out House. Circuitos de género y violencia en la era tecnológica (2012).
Ha publicado su investigación concentrada en la Comunidad Valenciana sobre la vertiente crítica de la fotografía y el vídeo en el libroː Los últimos 30 años del arte valenciano contemporáneo III . Dicho libro se compone del trabajo de varios autores habiendo sido coordinado por el teórico catedrático de Estética y Teoría del Arte Román de la Calle (2013)
Otras publicaciones: Towards A Socio-Political Ethics Of Art And Technology In The Era Of Globalization.
Fighting Gender Violence In The Public Sphere en Critical Cartography of Art and Visuality in the Global Age (2014);
Arte participativo contra la violencia de género y la desigualdad entre los sexos en Artistas, violencias, afectos, diálogos, creaciones en la II Jornada sobre Arte y Activismo contra la violencia de género  (2015);
Disculpen las molestias, el machismo mata (2015);
El arte social frente a la crisis de los cuidados. Visibilizando las migraciones femeninas como nuevas formas de esclavitud poscolonial”
La imagen pensativa. Ensayo visual y prácticas contemporáneas en el estado español. 16 miradas al videoarte (2018); 
Audio Visual Creation as an Activist and Educational Tool against Gender Inequality: A Case Study. Critical Cartography of Art and Visuality in the Global Age II: The Territories of the Contemporary (2018).
Participó en el IV Congreso Internacional Estética y Políticas Poéticas del desacuerdo para una democracia plural, en dicho congreso se publicó el ensayo titulado Perspectiva de género y activismo político en las prácticas artísticas contemporáneas en el año 2019.